# Tachidiopsis laubieri
Tachidiopsis laubieri är en kräftdjursart som beskrevs av Dinet 1974. Tachidiopsis laubieri ingår i släktet Tachidiopsis och familjen Tisbidae. Inga underarter finns listade i Catalogue of Life.